# Chanuka
Chanuka (hebrejsky: חֲנֻכָּה‎, doslova „zasvěcení“), známá také jako Svátek světel, je osmidenní židovský svátek, připomínající zázrak při opětovném vysvěcení druhého Chrámu v roce 165 př. n. l. po povstání Makabejských v 2. století př. n. l. Chanuka se slaví po osm dní, počínaje podle židovského kalendáře 25. dnem měsíce kislev, což podle gregoriánského kalendáře připadá na období od konce listopadu do konce prosince.

## Původ svátku
Chanuka, z hebrejského slova „vysvěcení“ nebo „zasvěcení“ připomíná opětovné vysvěcení druhého Chrámu poté, co byl znesvěcen vojsky Antiocha IV. Chanuka rovněž připomíná „zázrak oleje". Podle Talmudu našli Židé po příchodu do Chrámu pouze jednu nádobu s čistým olivovým olejem, která stačila pro chrámovou menoru na jeden den. Zázrakem však olej hořel po osm dní, což stačilo, aby byl vylisován, připraven a posvěcen nový olej. Na paměť tohoto zázraku se zapalují svíce a jí se jídla připravená na oleji.

Chanuka je také zmíněna v deuterokanonických knihách 1. Makabejských a 2. Makabejských: 
| „                       | Pak vzali neotesané kameny podle Zákona a postavili nový zápalný oltář podle dřívějšího. Znovu zbudovali svatyni i vnitřní zařízení a vysvětili nádvoří, zhotovili nové posvátné nádoby a do svatyně vnesli svícen, kadidlový oltář a stůl. Na oltáři zapálili kadidlo a zažehli světla na svícnu. Dvacátého pátého dne devátého měsíce roku čtyřicátého osmého vstali časně ráno a na novém oltáři přinesli oběť podle Zákona. Bylo to právě ve výroční den, kdy svatyni znesvětili pohané… Osm dní slavili posvěcení oltáře...Juda, jeho bratři a celé shromáždění Izraele se usnesli, že každoročně od dvacátého pátého dne měsíce kislev budou osmidenním veselím a díkůvzdáním slavit posvěcení oltáře. | “ |
| — 1. kniha Makabejská 5 | |   |

S Chanukou bývá spojen také příběh umučení Hany a jejích sedmi synů. Podle talmudického příběhu a 2. knihy Makabejských byla židovská žena Hana a jejích sedm synů mučeno a popraveno Antiochem IV., protože se odmítli poklonit Diově soše.

### Název
Původ názvu Chanuka se vykládá různými způsoby.
- Jedna z možností je, že slovo chanuka je odvozeno od hebrejského slovesa חנך‎, které znamená zasvětit.[6]
- Další z možností je rozložení názvu chanuka na חנו (chanú, doslova „utábořit se k boji“) a כה (ka, hebrejská číslovka 25, či 25. dne).[7]
- Chanuka je také hebrejský akronym pro „ח׳ נרות והלכה כבית הלל‎“ což v překladu znamená „osm svící, jak určila Hilelova škola.“ Jedná se o narážku na spor mezi dvěma rabínskými školami (Hilelovou a Šamajovou) v otázce jak zapalovat chanukové svíce.[7] Šamajova škola tvrdila, že by mělo být zapáleno v první den svátku osm světel a během dalších dnů by pokaždé o jedno míň, zatímco Hilelova škola zastávala názor, že na začátku svátku by mělo být zapáleno jedno světlo a každý následující večer by se mělo jedno přidávat.[7] Nakonec zvítězil názor školy Hilelovy, protože „svatost zvětšujeme, ale nezmenšujeme“ (hebrejsky: ma'alin be-kodeš ve-ejn moridin[8]).[9]

## Příběh

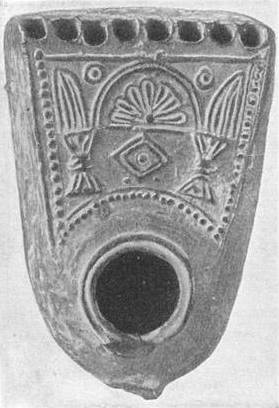
Chanuková lampa nalezená poblíž Jeruzaléma, cca 1900.

Kolem roku 200 př. n. l. žili Židé v autonomní oblasti Judsko, která v té době byla pod seleukovskou nadvládou. Sýrii Židé odváděli daně a uznali její právní autoritu, za což mohli svobodně vyznávat svoji víru, zastávat své pozice a zabývat se obchodem. Roku 175 př. n. l. usedl na seleukovský trůn Antiochus IV. Epifanés. Za jeho vlády došlo k vyrabování jeruzalémského Chrámu, masakrování Židů, a judaismus byl postaven mimo zákon. Roku 167 př. n. l. nařídil Antiochus postavit v Chrámu Diovu sochu.
Antiochova opatření vyprovokovala povstání velkých rozměrů. Matatijáš, židovský kněz z hasmonejské rodiny a jeho synové Jochanan, Šimeon, Eleazar, Jonatan a Juda vedli povstání proti Antiochovi. Juda se stal známý pod jménem Jehuda ha-Makabi (Juda „Kladivo“). Poté, co roku 166 př. n. l. Matatijáš zemřel, Juda zaujal jeho místo a stal se vůdcem povstání. Roku 165 př. n. l. byla židovská vzpoura proti seleukovskému království úspěšná. Chrám byl osvobozen a znovuzasvěcen. Svátek Chanuka byl zaveden Judou Makabejským a jeho bratry jako oslava této události. Poté, co byl získán zpět Jeruzalém a Chrám, nařídil Juda vyčistit Chrám a postavit na místě znesvěceného oltáře nový. Podle Talmudu (Gemara, traktát Šabat 21) byl potřeba olivový olej pro chrámovou menoru, která se měla zažehnout, aby hořela po celou noc každý den. Židé však nalezli pouze jedinou konvičku s posvátným olejem, v níž bylo právě tolik oleje, že by vystačil na jediný den. Avšak stal se zázrak a menora hořela po osm dní, což byla doba, během níž mohl být připraven nový olej. Jako připomínka tohoto zázraku byl židovskými mudrci ustanoven tento osmidenní svátek.

## Rituály Chanuky

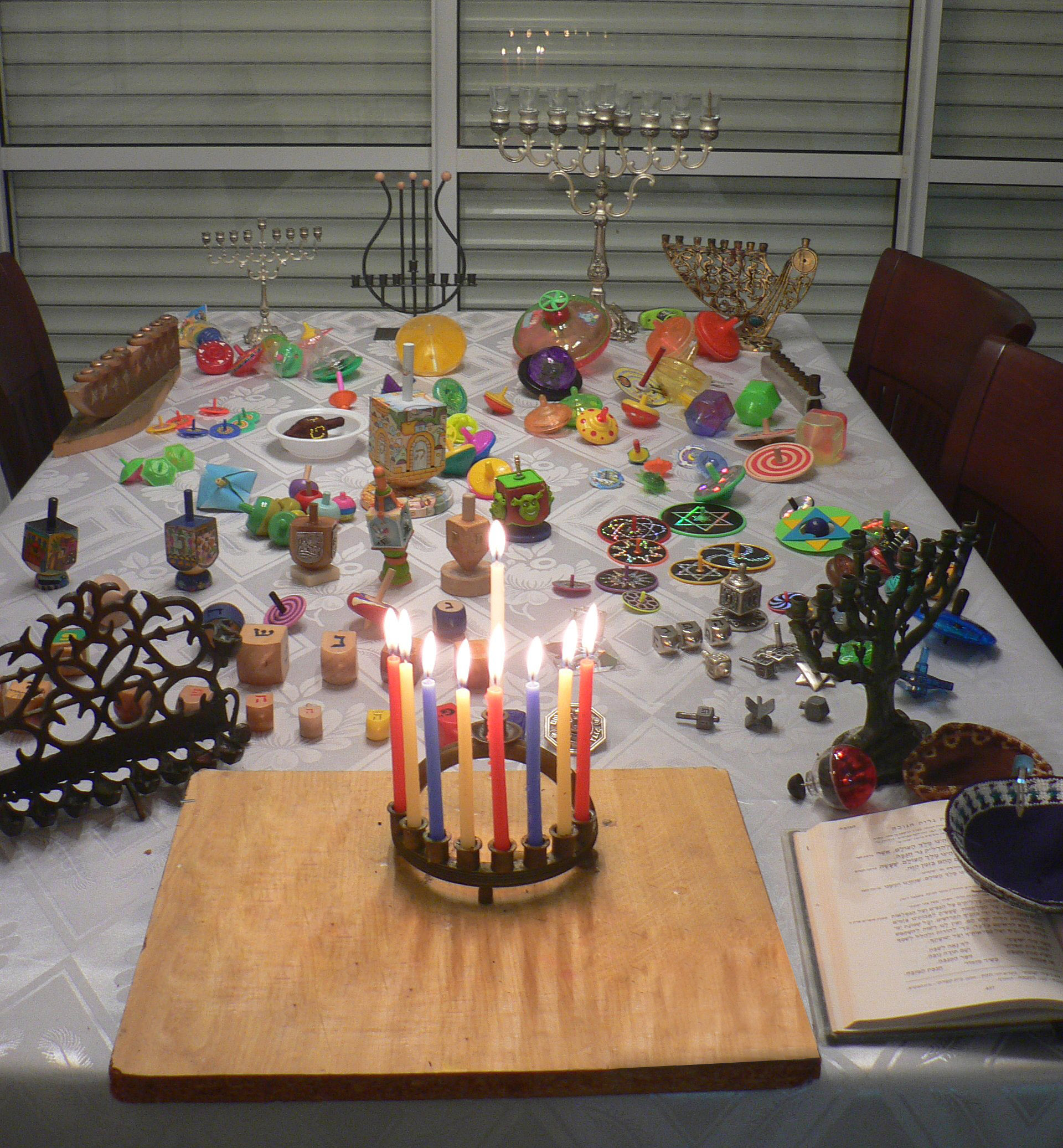
Chanukové svícny a drejdly.

Chanuka se slaví řadou obřadů a zvyků, které se vykonávají každý den osmidenního svátku. Některé jsou rodinného rázu, jiné jsou společné. V průběhu svátku se ke každodenním modlitbám přidávají zvláštní dodatky a části modliteb se přidávají i k modlitbám po jídle. O Chanuce neplatí žádný zákaz práce či činnosti jako při jiných židovských svátcích. Lidé chodí do zaměstnání jako obvykle, ale mohou je opouštět dříve, aby stihli zapálit světla při soumraku. V Izraeli jsou během chanuky zavřené školy, přestože k tomu není žádný náboženský důvod.

### Změny v liturgii a v požehnáních během Chanuky
Během Chanuky se do osmnáctého požehnání Amidy přidává odstavec zvaný Al ha-nisim (hebrejsky: „za zázraky“), připomínající vítězný boj hasmonejce Matatijáše a jeho synů se Syřany. Stejný odstavec se přidává i do požehnání po jídle. K ranní modlitbě se po všech osm dní připojuje Halel a vypouštějí se kajícné modlitby Tachanun. V synagogách se každý den předčítá z knihy Numeri krátký úsek z oddílu popisujícího oběti, které přinášeli knížata izraelských kmenů při prvním zasvěcení chrámu (stánku). Čtení pro šabat připadající do chanuky odpovídá pořadí v ročním cyklu; vždy se jedná o jeden z oddílů popisujících příběh patriarchy Josefa. Také o novoluní měsíce tevet, které vždy připadne na chanuku, se čte obvyklá pasáž o obětech pro novoluní. „Chanukové“ čtení se ve všech případech připojuje jako poslední. Jako haftara se čte proroctví o svícnu a olivové ratolesti; je-li během chanuky i druhý šabat, čte se haftara popisující vybavení Šalomounova chrámu. Každý den se zapaluje v synagoze chanukija, výjimkou je šabat, kdy se zapaluje před jeho začátkem v páteční předvečer a po jeho ukončení před závěrečnými modlitbami a havdalou.

### Rozsvěcení chanukových světel
Hlavní chanukovou tradicí je rozsvěcování světel na zvláštním osmiramenném svícnu nazývaném chanukija, kdy je každý večer postupně zapáleno o jednu svíci víc, až poslední večer svátku hoří všech osm. Na svícnu je tradičně ještě devátá svíce zvaná šamaš‎ (hebrejsky: „sluha“), která je rovněž každý večer zapalována, ale je umístěna na zvláštním místě. Obvykle slouží k zapalování ostatních svící a přidává „nezasvěcené“ světlo ke světlu chanukových svící, které je zakázáno využívat pro jiné účely než je oslavování a předávání příběhu Chanuky.

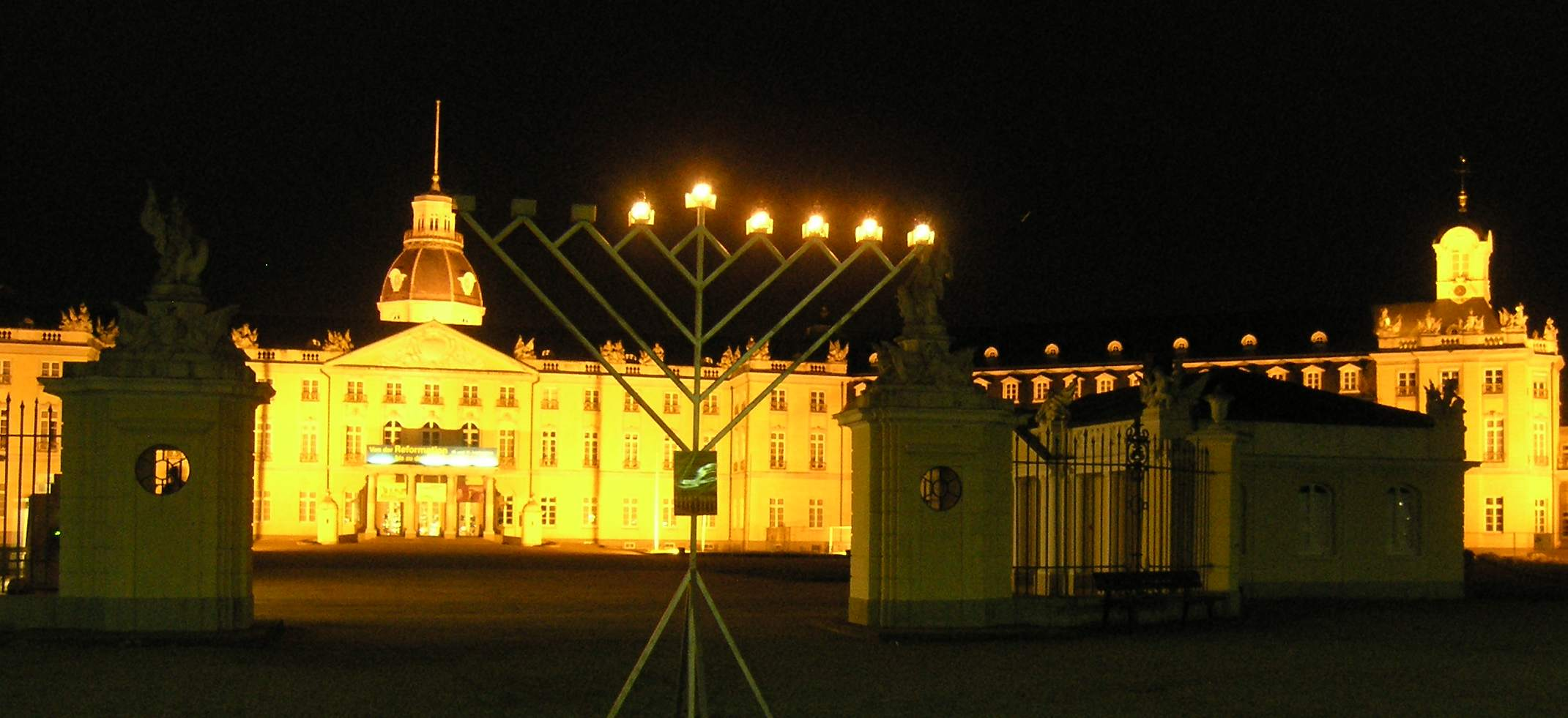
Velký chanukový svícen před zámkem Karlsruhe.

Chanuková světla mohou být buď svíčky nebo olejové lampičky. Většina židovských rodin má speciální svícen nebo stojan na olejové lampičky pro Chanuku, který umožňuje uchytit osm svíček (či nádobek na olej) plus dodatečný úchyt pro šamaš. Takovýto svícen se označuje jako chanukija.
První noc Chanuky se podle aškenázské tradice rozsvítí jedna svíčka na pravé straně chanukije. Následující noc se umístí další svíčka nalevo od ní, ale jako první se zapaluje svíčka nejvíc vlevo. Tak se postupuje i následující noci.
Význam chanukových světel není pro „osvětlení uvnitř domu,“ ale spíše pro „osvětlení mimo dům,“ aby kolemjdoucí mohli vidět chanuková světla, a připomněli si tak zázrak tohoto svátku. Z toho důvodu se chanukije umísťují na dobře viditelné místo, zpravidla k hlavnímu oknu nebo poblíž dveří vedoucích do ulice. Mezi Aškenázy je v závislosti na rodinné tradici běžné mít pro každého člena rodiny jeden chanukový svícen, kdežto většina Sefardů má jeden pro celou rodinu. Chanukové svícny nebyly dávány do oken tam, kde hrozilo nebezpečí antisemitské perzekuce. Podle jejich zvyklostí jsou chanukije umisťovány na opačné straně než mezuza, protože když člověk projde dveřmi je obklopen svatostí micvot.

### Kdy rozsvěcovat svíce
Chanuková světla se zapalují až po západu slunce, nanejvýš však hodinu po setmění. Zvyk Ga'ona z Vilna dodržovaný mnoha obyvateli Jeruzaléma je rozsvěcet světla se západem slunce, ačkoliv většina chasidů rozsvěcí později, dokonce i v Jeruzalémě. Malé levné voskové chanukové svíčky hoří přibližně půl hodiny, takže po většinu dnů se požadavek rozsvícení světla splní tím, že se svíčky zapálí, když je venku tma. Páteční večer však přináší problém. Svíčky musí být zapáleny před začátkem šabatu a levné chanukové svíčky nehoří dostatečně dlouho, aby byl požadavek splněn. Jednoduchým řešením je použití delší svíčky nebo použití tradičních olejových lampiček.

### Požehnání nad svíčkami

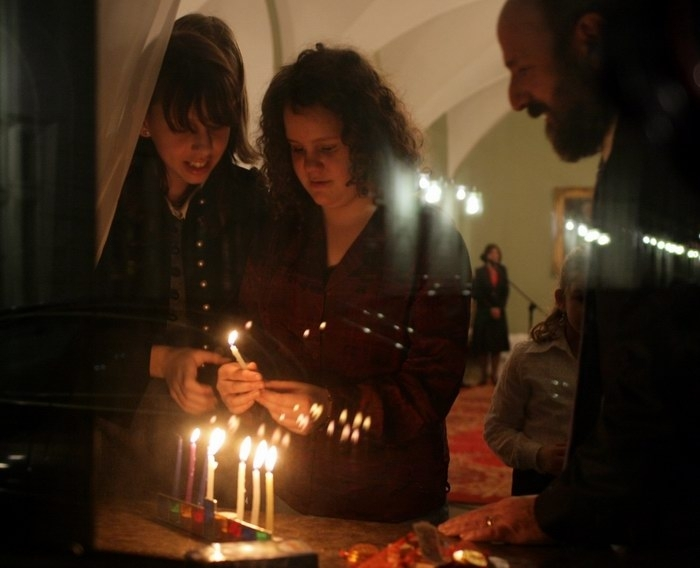
Zapalování chanukových svící

Během osmidenního svátku se před zapálením svíček pronášejí příslušná požehnání (hebrejsky: brachot, sing. bracha). První noc Chanuky se pronášejí tři požehnání, po zbylé noci pouze první dvě:

První požehnánípronášeno během všech osmi nocí před zapálením svíček:
Transkripce: Baruch ata Adonaj, Elohejnu melech ha-olam, ašer kidšanu be-micvotav ve-civanu lehadlik ner šel-la-Chanuka.
Překlad: Pochválen budiž, Hospodine, Bože náš, králi světa, Jenž nás posvětil příkazy Svými a nám nařídil rozsvěcovati světlo chanukové.
Druhé požehnánípronášeno během všech osmi nocí před zapálením svíček:
Transkripce: Baruch ata Adonaj, Elohejnu melech ha-olam, še-asa nisim la-avotejnu ba-jamim ha-hem ba-zman ha-ze. 
Překlad: Pochválen budiž, Hospodine, Bože náš, králi světa, Jenž konal divy za otce naše za oněch dnů v této době.
Třetí požehnáníŠehechejanu, pronášeno pouze první noc před zapálením svíček:
Transkripce: Baruch ata Adonaj, Elohejnu melech ha-olam, šehechejanu ve-kijmanu ve-higijanu la-zman ha-ze.
Překlad: Pochválen budiž, Hospodine, Bože náš, králi světa, Jenž nám popřál dožíti se a dočkati se a dosáhnouti doby této.

#### Ha-nerot halalu
Po zapálení chanukových svící se pronáší modlitba po zapálení svíček Ha-nerot halalu. Existuje několik různých verzí a tato je recitovaná v mnohých aškenázských komunitách:
| Aškenázská verze: | Aškenázská verze: |
| transkripce | překlad |
| --- | --- |
| Ha-nerot halalu anu madlikin al ha-nisim ve-al ha-nifla'ot ve-al ha-tšu'ot ve-al ha-milchamot še-asita la-avotejnu ba-jamim ha-hem ba-zman ha-ze al jedej kohanecha ha-kedošim. Ve-chol šmonat jemej chanuka ha-nerot halalu kodeš hem ve-ejn lanu rešut lehištameš ba-hem ela lir'otam bilvad kedej lehodot u-lehalel le-šimcha ha-gadol al nisecha ve-al nifle'otecha ve-al ješu'atecha. | Tato světla zapalujeme na paměť zázraků, divů, spásy a bitev, jež jsi učinil našim otcům v oněch dnech v tomto čase skrze Své svaté kněze. Během všech osmi dnů Chanuky jsou tato světla posvěcena a není nám dovoleno užívat je k účelům světským, ale pouze dívat se na ně jako vyjádření díků a chvály Tvému velkému Jménu za Tvé zázraky, Tvé divy a Tvé spásné činy. |

#### Ma'oz cur
Každou noc se po zapálení svíček zpívá píseň Ma'oz cur („Ó mocná skálo“). Aškenázové (a v posledních desetiletích i někteří Sefardi a Mizrachim v západních zemích) ji obvykle zpívají na melodii která pochází ze středověkého Německa. Píseň má šest strof (slok). První strofa vyjadřuje židovskou naději na obnovu Chrámu, další čtyři vděčnost Hospodinu za záchranu před úklady, kterým Židé čelili v egyptském, babylonském, perském a řeckém područí. Poslední sloka představuje v návaznosti na to prosbu o vysvobození ze současného vyhnanství. Při chanukové oslavě se často text zkracuje a zpívá se jen první nebo pátá sloka – ta zmiňuje mj. chanukový zázrak.

### Další zvyky
Na Chanuku je zvykem dávat nejenom dětem, ale i chudým peníze (hebrejsky: dmej chanuka, jidiš: chanuka gelt). Dětem se také někdy dávají dárky. Po zapálení svíček a zpívání Ma'oz cur se v závislosti na tradici příslušné kongregace či domácnosti čtou další modlitby a zpívají rozličné chanukové písně, kterých je velké množství. Mnoho chasidských a sefardských tradic přidává na konec nebo začátek zapalování chanukových svící žalmy 30, 67, 91 a 133. Rozšířeným chasidským zvykem je recitace žalmu 91 sedmkrát po sobě po zapálení svící.

## Judit a Holofernes

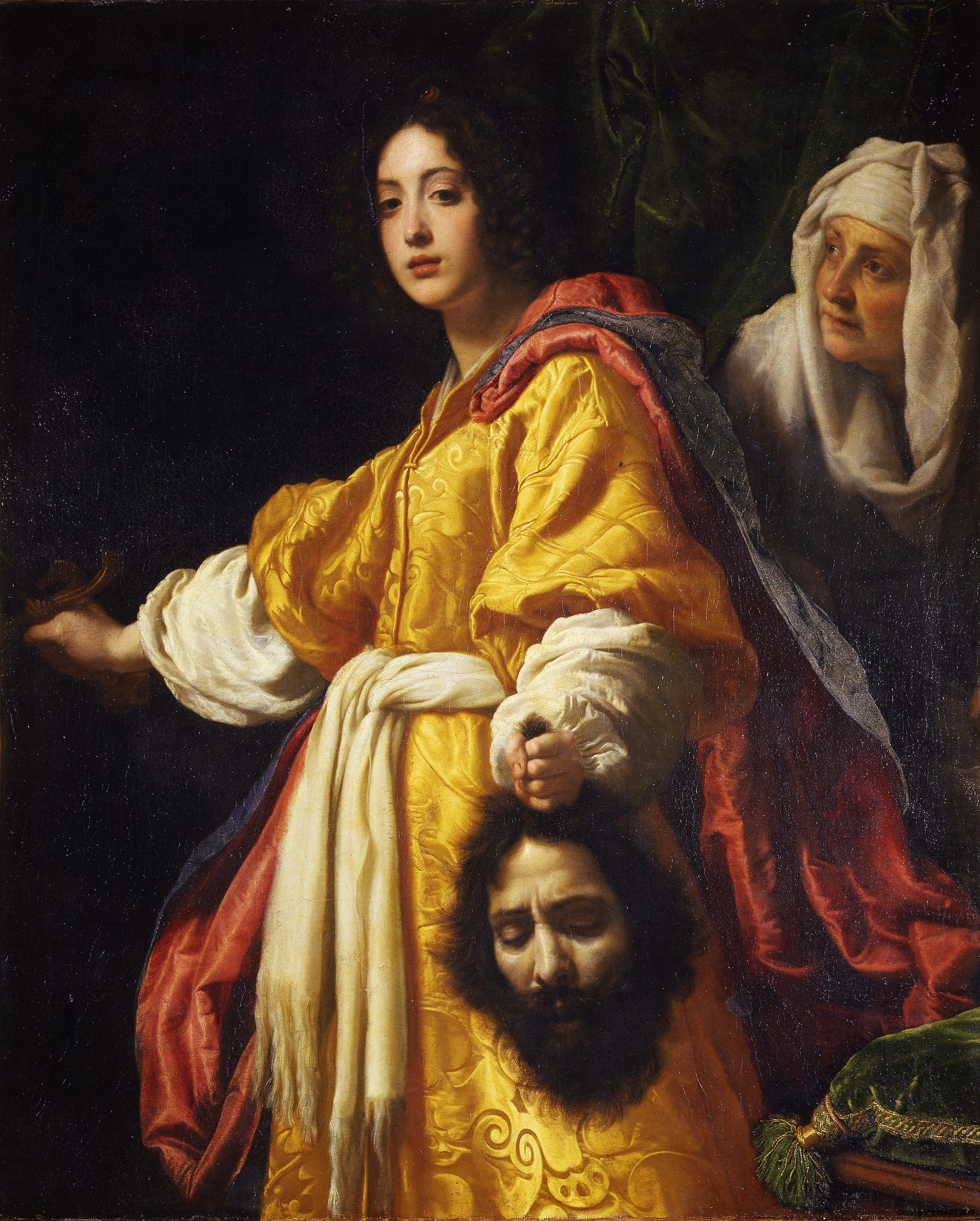
Judit s hlavou Holoferna. Cristofan Allori (1580)

Pojídání mléčných výrobků, zejména sýra, je menší zvyk, jenž má kořeny v příběhu Judit, který vypráví kniha Júdit. Asyrský generál Holofernes obklíčil během bojů o Judeu město Betúlii (Bét-el?, viz Júdit 7,1n). Po intenzivních bojích bylo město odříznuto od vodních zdrojů a situace začala být zoufalá. Zachránila jej až zbožná vdova Judit, která řekla představitelům města, že má plán, jak je zachránit. Judit se vydala do asyrských táborů a nechala se zajmout nepřítelem. Tam potkala Holoferna, který byl omráčen její krásou. Vešla s ním do jeho stanu, kde jej hostila sýrem a vínem. Když v podnapilém stavu usnul, Judit mu usekla hlavu a spolu s ní utekla z tábora zpět do Jeruzaléma. Když Holofernovi vojáci objevili jeho tělo, zmocnil se jich strach. Židé se naopak tímto činem cítili povzbuzeni a podnikli protiútok. Jeruzalém byl zachráněn a Asyřané poraženi.
Podle tradic byla Judit dcerou nejvyššího hasmonejského kněze Matiáše a sestrou Judy Makabejského.

## Vzájemné působení s moderností a ostatními tradicemi
Klasičtí rabíni se ve velké míře snažili zlehčit vojenský a nacionální rozměr svátku, a někteří dokonce interpretovali jeho příběh jako odvrácení se od boje s říšemi, které vedlo ke zničení Jeruzaléma Římany.[zdroj⁠?!] S příchodem sionismu a Státu Izrael však byly tyto teze přehodnoceny. V současném Izraeli byla Chanuka přeměněna v oslavu vojenské síly[zdroj?] a odhodlání jako jakési protiváhy představy o bezmocné židovské diaspoře, kterou podle sionistů potřebovali Židé v Izraeli překonat.
Zejména v Severní Americe došlo k nárůstu významu svátku v mnoha židovských rodinách v druhé polovině 20. století, včetně rodin sekulárních Židů, kteří chtějí židovskou alternativu k oslavám Vánoc, které se s Chanukou často překrývají. Přestože bylo během Chanuky tradičním zvykem dávat chanukové peníze (chanuka gelt) nebo mince, v mnoha rodinách se tento zvyk přeměnil na obdarování dárky, aby se židovské děti necítily odstrčeny oproti kamarádům, kteří slaví Vánoce.
Přestože je Chanuka tradičně označována jako menší židovský historický svátek a s výjimkou požehnání při zapalování svící není svázána s žádnými zákazy a omezeními, stala se symbolem židovské identity srovnatelným se svátkem Pesach. Izraelská i severoamerická verze svátku zdůrazňuje vzdor, zaměřující se na kombinaci národního osvobození a náboženské svobody.

## Chanuková jídla

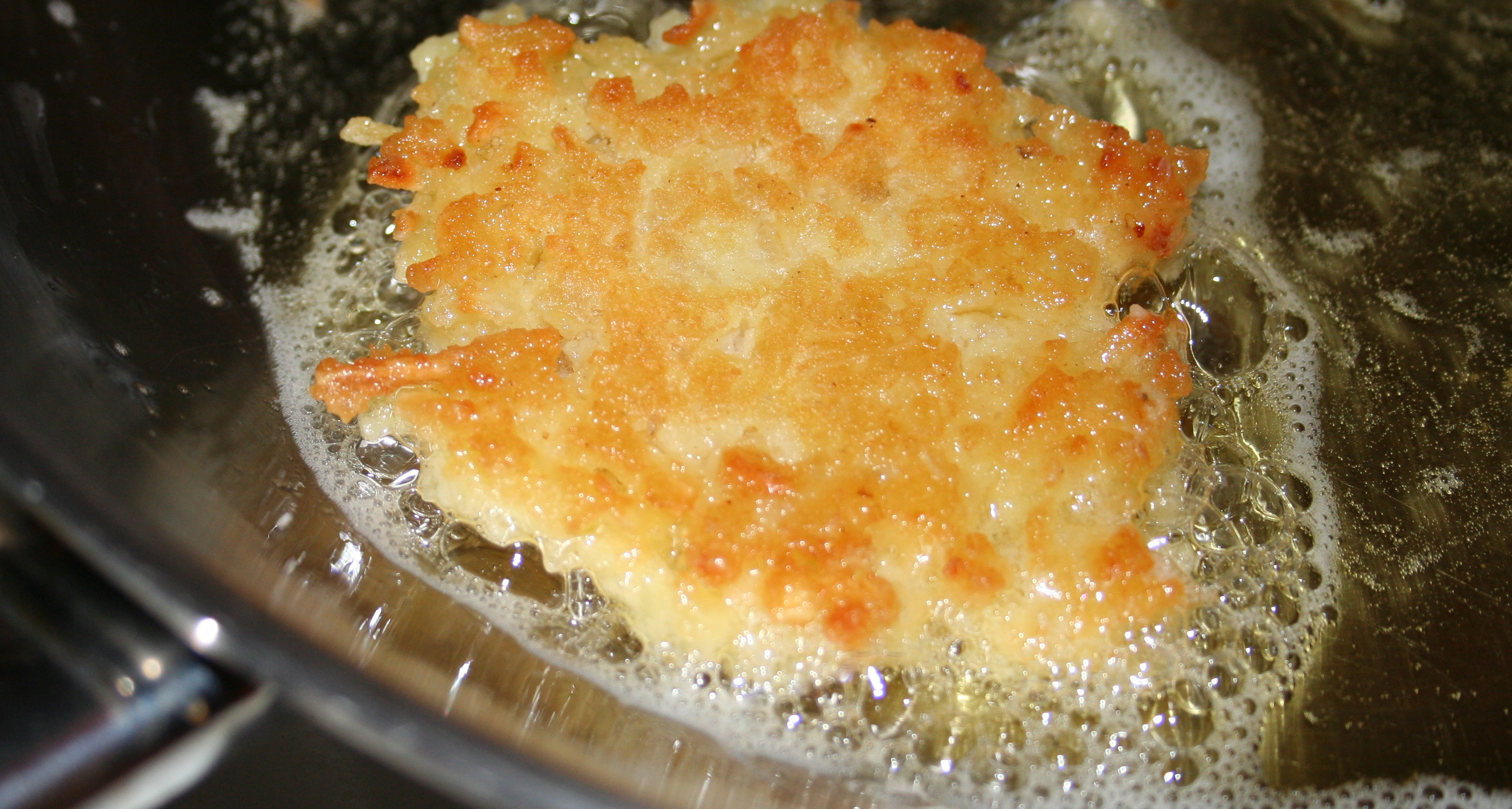
Bramboráky (latke)

Na Chanuku je zvykem jíst jídla připravovaná na oleji (zejména olivovém), čímž se připomíná zázrak s olejem v Chrámu. Tradičními jídly jsou bramborové placky či bramboráky (jidiš: latkes, hebrejsky: levivot). Mnoho sefardských rodin stejně jako polští aškenázové a Izraelci mají ve zvyku jíst koblihy (hebrejsky: sufganijot) plněné různými náplněmi. Jako připomínka příběhů z knihy Júdit se také jedí mléčné pokrmy.

## Chanukové hry

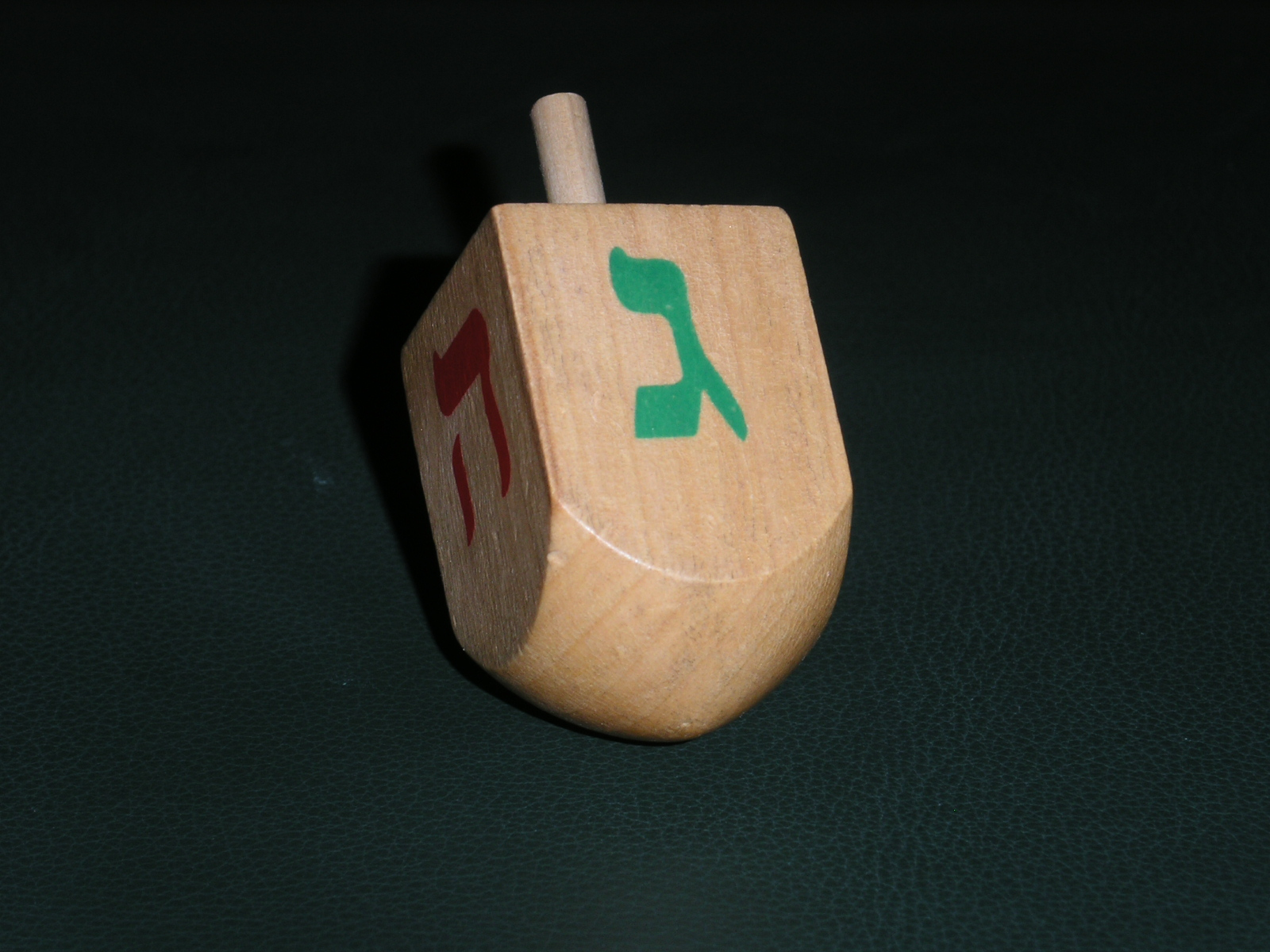
Drejdl

### Drejdl
Drejdl, nebo hebrejsky sevivon, je čtyřstranná káča, se kterou si děti hrají o Chanuce. Na každé straně má natištěné hebrejské písmeno. Tato písmena jsou počátečními písmeny slov hebrejské věty נס גדול היה שם‎, (Nes Gadol Haja Šam), což v překladu znamená „stal se tam velký zázrak“, což opět odkazuje k zázraku s olejem. V Izraeli se však na většině drejdlů místo posledního písmene Šin nachází písmeno Pe, což mění větu na נס גדול היה פה‎ (Nes Gadol Haja Po, „stal se tu velký zázrak“).

### Chanukagelt
Chanuka gelt, neboli v jidiš chanukové peníze, dostávají vítězové hry s drejdlem, ale také děti, aby měly ze svátku větší radost. Obvykle se dává pár drobných mincí, ačkoliv prarodiče nebo jiní příbuzní mohou dát více peněz jako chanukový dárek. V Izraeli jsou chanukové peníze známé jako dmej Chanuka‎. Vyrábí se tam také čokoládové mince ve zlatém nebo stříbrném pozlátku, které mohou být použity při hře s drejdlem. Chasidé dávají často mince těm, kteří je během svátku navštíví.

## Povstání Makabejských
Povstání Makabejských bylo reakcí na vzrůstající vlnu helenizace, kterou započal Antiochos IV. Epifanés a která ještě zesílila po povstání proti helenizujícím Židům v Jeruzalémě. Zakladatelem odboje byl Matiáš Makabejský, jehož pozici později převzal jeho syn Juda. Ten se se seleukovskými vojsky utkal v mnoha bitvách a dosáhl očištění Chrámu v Jeruzalémě. Po Judově smrti přešlo velení postupně na jeho bratry a právě jeho bratru Šimeónovi se podařilo uskutečnit Judův sen o nezávislosti Judska.

## Kdy začíná Chanuka
Začátek svátku se odvíjí od židovského kalendáře. Chanuka začíná 25. den měsíce kislev a končí 2. nebo 3. dnem měsíce tevet (měsíc kislev může mít 29 nebo 30 dní). Židovský den začíná se západem slunce, zatímco podle gregoriánského kalendáře začíná den půlnocí. Takže první den Chanuky ve skutečnosti začíná západem slunce předcházejícího dne, než je datum uvedené v gregoriánském kalendáři.

### Chanuka podle gregoriánského kalendáře
Chanuka začíná západem slunce předešlého dne.
- 22. prosince 2008
- 12. prosince 2009
- 2. prosince 2010
- 21. prosince 2011
- 9. prosince 2012
- 28. listopadu 2013
- 17. prosince 2014
- 7. prosince 2015
- 25. prosince 2016
- 13. prosince 2017
- 3. prosince 2018
- 23. prosince 2019
- 11. prosince 2020
- 29. listopadu 2021
- 19. prosince 2022
- 8. prosince 2023
- 26. prosince 2024
- 15. prosince 2025
- 5. prosince 2026
- 25. prosince 2027
- 13. prosince 2028

## V literatuře
Některé rysy chanuky (termín slavení, rozsvěcení světel, oslava mírumilovnosti, dětské hry) jsou až nápadně podobné tzv. Večeru světel, který slavili románoví Vontové ve stínadelských románech spisovatele Jaroslava Foglara.

#### Recepty
- (česky) Vaření.cz – Chanuka Archivováno 14. 12. 2007 na Wayback Machine.

#### Videa
- (anglicky) Aish.com – Návod, jak zapalovat chanuková světla[nedostupný zdroj]
- (hebrejsky) Youtube.com – Vrchní satmarský rabín zapaluje chanukový svícen